# Samuel Benedikt Carpzov
Pour les articles homonymes, voir Carpzov.
Samuel Benedikt Carpzov est un prédicateur luthérien né à Leipzig le 17 janvier 1647, mort à Dresde le 31 août 1707.
D'abord ami de Philipp Jacob Spener, il devint sous l'influence de son frère Johann Benedikt Carpzov, l'adversaire du piétisme.
Prédicateur de cour à Dresde, il fit imprimer un grand nombre de sermons et fut considéré comme un prédicateur de talent.

## Œuvre
- Anti Mansenius seu Examen novae praecos orthodoxam fidem discernendi et amplectandi, a Jacobo Macenio propositae, ouvrage de théologie contre le jésuite Masenius.

## Sur Samuel Benedikt Carpzov
- Johann Andreas Gleich, Leichenpredigt bei dem Begräbniss des Superintendenten S.B.Carpzov, Dresde, 1707.
- Johann Cyprian, Programma academium in S.B. Carpzovii funere, Dresde, 1708.
- Thomas Ittig, Oratio parentalis D.S.B. Carpzovii, Dresde, 1708.
- Gottlieb Wernsdorff, Oratio parentalis in S.B. Carpzovii honorem.

D'après Oettinger, Bibliographie biographique ou Dictionnaire de 26000 ouvrages tant anciens que modernes relatifs à l'histoire de la vie publique et privée des hommes célèbres de tous les temps et de toutes les nations.